# Ямпільський повіт (1795—1923)
Ямпільський повіт — адміністративно-територіальна одиниця Подільської губернії Російської імперії утворена в 1795 році. Повітовий центр — місто Ямпіль.
До 1797 року перебував у складі Брацлавської губернії, у цей же час у складі Подільської губернії був інший Ямпільський повіт (центр — містечко Ямпіль, сучасне смт в Білогірському районі), який згодом перейшов до Волинської губернії і був ліквідований.
Повіт був розташований в південній частині губернії, на узбережжі Дністра. Найбільша протяжність повіту із півночі на південь 100 верст (116 км), із заходу на схід — 69 верст (73 км). На півдні повіт Дністром відділявся від Сороцького повіту Бессарабської губернії. На заході межував з Могилівським, на півночі — Брацлавським, на сході — Ольгопільським повітами Подільської губернії. Площа повіту становила 3 179,1 верст² або 331 156 десятин (3 618 км²).

## Склад
За даними 1856 року у повіти мешкало 141 224 особи (69187 чоловічої статі та 72007 — жіночої), у повітовому місті — 3446 осіб.
Станом на 1886 рік налічував 264 сільських громади, 170 поселень у 12 волостях. Населення — 169 396 осіб (83512 чоловічої статі та 85884 — жіночої), 21 710 дворових господарства.
|                     | Площа, десятин | У тому числі орної, дес. |
| ------------------- | -------------- | ------------------------ |
| Сільських громад    | 152371         | 113191                   |
| Приватної власності | 144472         | 91494                    |
| Казенної власності  | 6005           | 81                       |
| Іншої власності     | 8558           | 5446                     |
| Загалом             | 311406         | 210212                   |

Згідно з переписом населення Російської імперії 1897 року в повіті проживало 266 300 осіб. З них 85,66 % — українці, 10,42 % — євреї, 1,86 % — росіяни, 1,77 % — поляки.
Повіт поділявся на 13 волостей: Бабчинецька, Дзигівська, Клембівська, Комаргородська, Краснянська, Мурафська, Пеньківська, Рожнятівська, Тиманівська, Томашпільська, Чернівецька, Ямпільська, Яругська.
Волості у 1921: Бабчинецька, Велико-Кісницька, Дзигівська, Клембівська, Комаргородська, Княжівська, Краснянська, Молчанська, Мурафська, Пеньківська, Рахно-Лісівська, Рожнятівська, Тиманівська, Томашпільська, Чернівецька, Ямпільська, Яругська.
У 1921 році створений Жмеринський повіт, до якого перейшли Комаргородська, Краснянська, Мовчанська і Пеньківська волості.